# 말산 탈수소효소
말산 탈수소효소(영어: malate dehydrogenase, MDH) (EC 1.1.1.37)는 말산을 옥살아세트산으로 산화시키며, 이 과정에서 NAD+를 NADH로 환원시키는 반응을 가역적으로 촉매하는 효소이다. 말산 탈수소효소에 의해 촉매되는 반은 시트르산 회로를 포함한 많은 대사 경로들의 일부를 담당한다. 말산 탈수소효소 (NADP+)와 같이, 다른 EC 번호를 가지며 말산을 산화시키는 다른 반응을 촉매하는, 다른 말산 탈수소효소들도 존재한다.